# Juan Grabowski
Juan Fernando Grabowski (* 9. Januar 1982 in Rosario) ist ein ehemaliger argentinischer Fußballspieler und -trainer.

## Karriere

### Spieler
Juan Grabowski begann seine Profikarriere 2004 in seiner Heimatstadt bei Rosario Central. Der Innenverteidiger spielte im weiteren Karriereverlauf für argentinische Teams und im Ausland für Oriente Petrolero in Bolivien sowie Coquimbo Unido, Everton und Unión San Felipe in Chile. Seine Karriere beendete er 2018 in der dritten Liga Argentiniens bei Sportivo Las Parejas.

### Trainer
Nach seinem Karriereende schloss Grabowski erfolgreich seinen Trainerschein ab und arbeitete als Co-Trainer von Germán Corengia 2020 bei Coquimbo Unido und von 2021 bis 2023 bei Cuniburo. Im Januar 2024 übernahm er die Cheftrainerposition bei Cuniburo und schaffte den Aufstieg in die Serie A.